# Ruwe doornhaai
De ruwe doornhaai (Cirrhigaleus asper) is een vis uit de familie van doornhaaien (Squalidae) en behoort derhalve tot de orde van doornhaaiachtigen (Squaliformes). De vis kan een lengte bereiken van 120 centimeter.

## Leefomgeving
De ruwe doornhaai is een zoutwatervis. De vis prefereert diep water en komt voor in de Grote, Atlantische en Indische Oceaan op dieptes tussen 214 en 600 meter.

## Relatie tot de mens
De ruwe doornhaai is voor de visserij van geen belang. In de hengelsport wordt er weinig op de vis gejaagd.